# Anonyx epistomicus
Anonyx epistomicus är en kräftdjursart som beskrevs av Kudrjaschov 1965. Anonyx epistomicus ingår i släktet Anonyx och familjen Uristidae. Inga underarter finns listade i Catalogue of Life.